# Hadrodontes fulvescens
Hadrodontes fulvescens is een vlinder uit de familie van de Nymphalidae. De wetenschappelijke naam van de soort is voor het eerst geldig gepubliceerd in 1891 door Per Olof Christopher Aurivillius.